# Gilles Dostaler
Gilles Dostaler (26 novembre 1946 - 26 février 2011,) est un économiste qui se spécialisa dans l'étude et l'enseignement de l'histoire de la pensée économique. Professeur et chercheur, il fit l'essentiel de sa carrière à l'Université du Québec à Montréal (UQAM).
Après une formation scientifique, il obtint une maîtrise en économie de l'Université McGill (Montréal) et un doctorat de l'Université de Paris VIII. 
Il enseigna à partir de 1975 à l'Université du Québec à Montréal (UQAM), où il était professeur au département des sciences économiques. Tout au long de sa carrière, il associa à la rigueur du chercheur une volonté pédagogique constante[réf. nécessaire]. 
Il avait fondé et longtemps présidé l'Association d'économie politique. Spécialiste, internationalement reconnu, de l'histoire de la pensée économique[réf. nécessaire], il s'est fortement attaché à distinguer les apports scientifiques de Karl Marx, Friedrich Hayek et John Maynard Keynes. Il rédigea la plus importante biographie intellectuelle de Keynes en langue française (Keynes et ses combats, Albin Michel, 2005). À partir de 2002 et jusqu'à sa mort, il a régulièrement collaboré à la revue Alternatives économiques par des présentations synthétiques des grandes figures de la pensée économique.

## Œuvres
- Les grands auteurs de la pensée économique, Alternatives économiques/poche no 57, octobre 2012. http://www.alternatives-economiques.fr/comprendre-les-pensees-economiques_fr_art_1170_60959.html
- Keynes, par-delà l'économie, éditions Thierry Magnier, collection Troisième Culture, 2009, 153 p.
- 2009, Capitalisme et pulsion de mort avec Bernard Maris, Paris, Albin Michel  (ISBN 978-2226186997).
- 2009, "Keynes et ses combats", conférence au lycée Lakanal de Sceaux (France) le 3 avril 2009, retranscrite par Benjamin Vignolles et Jean-François Bacot, in Idées, no 157, septembre 2009. http://www2.cndp.fr/RevueDEES/pdf/157/157_viediscipline.pdf
- 2005, Keynes et ses combats, Paris, Albin Michel  (ISBN 978-2226187093); Keynes and his Battles, Cheltenham, RU et Northhampton, Mass., EU, Edward Elgar, 2007; traduction japonaise, Tokyo, Fujiwara Shoten, 2008.
- 2001, Le libéralisme de Hayek, Paris, La Découverte; traduction italienne, Soveria Mannelli, Rubbetino, 2008; traduction vietnamienne, Hanoï, Tri Thuc, 2008.
- 1998, Friedman and Keynes: divergences and convergences, European Journal of the History of Economic Thougth, vol. 5, no. 2, p. 317-47.
- 1996, "Hayek Contra Keynes", Research in the History of Economic Thought and Methodology, vol. 15, p. 317-27.
- 1993, avec Michel Beaud, La pensée économique depuis Keynes: historique et dictionnaire des principaux auteurs, Paris, Seuil; Points-économie, 1996; Economic Thought since Keynes: A History and Dictionary of Major Economists, Aldershot, Hants, RU, Edward Elgar, 1995; paperback, Londres, Routledge, 1997; traductions arabe, portugaise, roumaine et vietnamienne.
- 1991, "The debate between Hayek and Keynes", in Perspectives on the History of Economic Thought, Vol. VI: Themes in Keynesian Criticism and Supplementary Modern Topics, William J. Barber, ed., Brookfield, VE, Edward Elgarl, p. 77-101.
- 1990, éditeur, avec Diane Éthier et Laurent Lepage, de Gunnar Myrdal et son œuvre, Paris, Économica; Montréal, Presses de l'Université de Montréal; Gunnar Myrdal and his Works, Montréal, Harvest House, 1992.
- 1990, "Aperçus sur la controverse entre Keynes et Hayek", Économies et sociétés, 24, 6, p. 135-162.
- 1989, éditeur, avec Diane Éthier, de Friedrich Hayek: philosophie, économie et politique, Paris, Économica.
- 1987, éditeur, avec Gérard Boismenu, de La "Théorie générale" et le keynésianisme, Montréal, ACFAS.
- 1986, avec Robert Couillard, Les Normes du travail: une analyse de certaines dimensions économiques et juridiques des normes du travail et de leur application au Québec, Québec, Direction générale des publications gouvernementales.
- 1985, éditeur, avec la collaboration de Maurice Lagueux, de Un échiquier centenaire: théorie de la valeur et formation des prix, Paris, La Découverte; Québec, Presses de l'Université du Québec.
- 1982, éditeur de La crise économique et sa gestion, Montréal, Boréal Express.
- 1980, avec Gilles Bourque, Socialisme et indépendance, Montréal, Boréal.
- 1978, Marx, la valeur et l'économie politique, Paris, Anthropos.
- 1978, Valeur et prix: histoire d'un débat, Paris, François Maspero; Montréal, Presses de l'Université du Québec; Grenoble, Presses Universitaires de Grenoble; traduction espagnole, Mexico, Terra Nova, 1980.

## Honneurs
Le 18 octobre 2011, l'Université du Québec à Montréal attribue à Gilles Dostaler le statut de professeur émérite à titre posthume.